# Gordon Wilson
Sir Gordon Wilson, britanski general, * 1887, † 1971.